# Estación Jabaquara
Jabaquara es la estación terminal de la Línea 1-Azul del Metropolitano de São Paulo, en sentido Sur. Fue inaugurada el 14 de septiembre de 1974. En esta estación también se encuentra la conexión con el Patio de Mantenimiento de la Línea 1-Azul, el "Patio Jabaquara", o "PAT". Está situada en la Calle de los Jequitibás, 80.

## Características
Estación subterránea con entrepiso de distribución y plataformas laterales con estructura en concreto aparente. Posee conexión con la Terminal de ómnibus urbanos y acceso al centro comercial.
Capacidad de hasta 30.000 pasajeros por día.
Área construida de 6.850m².

## Demanda media por día
Según datos de 2008, Jabaquara tiene una buena demanda, con 81 mil pasajeros, pasando por ella en el día. Ocupa la 2ª posición como estación más transitada de la línea, solo por debajo de Luz. Esto se da gracias a la presencia de la Terminal Intermunicipal Jabaquara, y en menor escala, por la densidad habitacional en los alrededores.

## Líneas de SPTrans
Líneas de la SPTrans que salen de la Estación Jabaquara del Metro:
| Línea   | Destino                   |
| ------- | ------------------------- |
| 175T/10 | Metro Santana             |
| 4721/10 | Shopping Plaza Sul        |
| 5015/10 | Jardim São Jorge          |
| 5018/10 | Metro Jabaquara           |
| 5702/10 | Refúlgio Santa Terezinha  |
| 576C/10 | Terminal Santo Amaro      |
| 576J/10 | Terminal Santo Amaro      |
| 675G/10 | Parque Residencial Cocaia |
| 675G/41 | Jardim Castro Alves       |
| 675M/10 | Centro SESC               |
| 675R/10 | Grajaú                    |
| 675V/10 | Terminal Capelinha        |
| 675V/31 | Terminal Capelinha        |
| 675Z/10 | Jardim Guarujá            |
| 677V/10 | Jardim Novo Horizonte     |
| 695D/10 | Jardim Santa Bárbara      |
| 695K/10 | Jardim Ângela             |
| 695X/10 | Terminal Varginha         |

## IntegraciónMetro,EMTUySPTrans
La estación Jabaquara de la Línea 1-Azul del Metro de São Paulo posee integración tarifada con el Corredor Metropolitano São Mateus-Jabaquara de la EMTU, y también con la Terminal Intermunicipal Jabaquara, con una buena parte de los ómnibus que tienen como destino la Baixada Santista.
Existe también la posibilidad de transbordar con el sistema de ómnibus de la capital paulista, de SPTrans, utilizando el Bilhete Único.

## Tabla
| Sigla | Estación  | Inauguración             | Capacidad                  | Integración                                               | Plataformas | Posición    | Comentarios                                  |
| ----- | --------- | ------------------------ | -------------------------- | --------------------------------------------------------- | ----------- | ----------- | -------------------------------------------- |
| JAB   | Jabaquara | 14 de septiembre de 1974 | 30 mil pasajeros hora/pico | Bilhete Único de SPTrans y Corredor Metropolitano de EMTU | Laterales   | Subterránea | Estación con estructura de concreto aparente |

## Curiosidades
La Estación Jabaquara, fue la primera estación de Metro en Brasil.